# Pant Z
|  | Denne artikel er oprettet af botten Steenthbot ud fra en ekstern database. Den kan derfor have sproglige fejl eller mangler. Denne skabelon kan fjernes efter kontrol af indholdet. |

Pant Z er en dansk kortfilm fra 2020 instrueret af Laurits Munch-Petersen.

## Medvirkende
- Iris Munch-Petersen